# طريق مفتوح (فلم 2012)
(طريق مفتوح) هو فيلم دراما أمريكي - برازيلي انتج عام  2012 وهو من إخراج مارسيو غارسيا. ويتتبع الفيلم قصة فتاة تدعى انجي (قامت بالدور الفنانة كاميلا بيل كاميلا بيل)، وهي رسامة برازيلية شابة سافرت إلى الولايات المتحدة الاميركية في رحلة لاكتشاف الذات (وأيضا للبحث عن ابيها (ريتشارد) الذي ترك البيت منذ فترة طويلة). وصولا إلى الولايات المتحدة الاميركية، بدأت تتجول في الشوارع بسيارتها، إلى ان التقت بشخص يدعى تشاك (الذي قام بدوره الفنان اندي غارسيا أندي غارسيا)، متشرد يعيش بالشارع لا بيت له يأويه، ومضت دقائق الفلم حيث اكتشفت من اتصالها بوالدتها حقيقة ابوها ولماذا فر من المنزل منذ كانت مع شقيقتها صغيرتين وكانت المفاجأة الكبرى في اخر دقائق الفلم عندما تعرفت على ابيها ولا نريد افساد الفلم على المشاهد.

## نقد وملاحظات على الفيلم
طول الفلم ساعة و25 دقيقة و16 ثانية (أي 85 دقيقة و16 ثانية) طوال الفلم كانت تحلم بطلة الفيلم انجي بكابوس ولم يبين لنا ان كان قد وقع لها حقيقة ام مجرد اضغاث أحلام وكوابيس وهو كابوس واحد تحديداً ومفاده انها كانت مستلقية بالغابة فيهاجمها اثنان من الرجال محاولين اغتصابها وتفز فجأة من هذا الكابوس دون ان نعرف ما الذي حصل لها بعدها وهل هو حقيقة ام مجرد كوابيس غير حقيقية؟ وان كنا نظن انها مجرد تجسيد لمخاوف كونها صارت مشردة باختيارها وهي تبحث عن ابيها، امر اخر لم نجد له تفسيرا ولم يوضحه الفيلم للمشاهدين، لماذا تترك البرازيل وتنتقل للولايات المتحدة الأمريكية للبحث عن ابيها هناك ولم يبين الفيلم ان كانت تعرف انه في مكان محدد بالولايات المتحدة ام محض صدفة، ولاحظنا ان التعامل مع البرازيل وهي في أمريكا الجنوبية وكأنها مجرد ولاية للولايات المتحدة الاميركية ولا مسوغ له سوى ان بطلة الفيلم كاميلا بيل في حقيقتها من أبوين من هذين البلدين وهي تتحدث بالإضافة للغة الإنكليزية تتحدث اللغة البرتغالية/البرازيلية وهذا ما جعلها تنجح في تجسيد هذا الدور.

## خلفية الفيلم
الفيلم هو إنتاج مشترك بين البرازيل والولايات المتحدة، والدة كاميلا بيل كاميلا بيل والدتها كريستينا غولد Cristina Gould برازيلية المولد وهي مصممة ازياء ووالدها أمريكي وهو جاك ويسلي روث  Jack Wesley Routh يملك شركة بناء وانشاءات وكان أيضاً ملحن موسيقى ريفية، لم يكن لكاميلا بيل أية مشكلة في التحضير لدورها بهذا الفيلم (انجي). وفي هذه الشخصية أيضا لها أبوين من هذين البلدين أي الولايات المتحدة والبرازيل تماما كما هو الحال في حياتها الحقيقية. كاميلا بيل شعرت ان هذا مهماً لتعزيز وتكريس الثقافة البرازيلية لما وراء البحار أي بالخارج. 

## الأدوار بالفيلم
| الممثل / الممثلة | الدور                   |
| ---------------- | ----------------------- |
| كاميلا بيل       | انجي                    |
| جولييت لويس      | جل                      |
| كولن ايغلسفيلد   | ديفيد (شرطي/ضابط شرطة)  |
| آندي غارسيا      | تشاك                    |
| جون سافج         | كارل                    |
| انغرد روجرز      | جورجيا                  |
| كريغ غيليز       | روني                    |
| كريستي كلاينوس   | لويس                    |
| ايميلي نيلسون    | النادلة                 |
| مايكل كاردل      | نك                      |
| كريستيان تورلوني | غلوريا (أم انجي)        |
| جينيفر كامبرا    | جينيفر                  |
| اليكس ساندر      | شرطي/ ضابط شرطة         |
| كارول كاسترو     | (سونيا (شقيقة انجي)     |
| آنيا اندروز      | أوليفيا                 |
| مايكل كنغ        | مدير شرطة الطرق السريعة |

## روابط خارجية
- طريق مفتوح على موقع IMDb (الإنجليزية)
- طريق مفتوح على موقع روتن توميتوز (الإنجليزية)
- طريق مفتوح على موقع أول موفي (الإنجليزية)
- طريق مفتوح على موقع فيلمافينيتي (الإسبانية)
- طريق مفتوح على موقع قاعدة بيانات الفيلم (الإنجليزية)
- طريق مفتوح على موقع ليتربوكسد (الإنجليزية)
- طريق مفتوح على موقع كينوبويسك (الروسية)

### شاهد الفلم كاملاً
- ممكن مشاهدة الفلم كاملاً على موقع اليوتيوب على الرابط الآتي:
- https://www.youtube.com/watch?v=na0_uEvP6Xc
- وممكن مشاهدة الفلم كاملا أيضاً على موقع يوتيوب مع ترجمته باللغة العربية على الرابط الآتي:
- https://www.youtube.com/watch?v=iQ61JuyJZUk
- مشاهدة اللقطات الرسمية من الفلم على أحد الرابطين الآتيين أدناه:
- https://www.youtube.com/watch?v=VvLTzUsPRYI
- https://www.youtube.com/watch?v=7hxqT7jubhA